# Émile Munier
Émile Munier (ur. 2 czerwca 1840 w Paryżu, zm. 29 czerwca 1895 w Paryżu) – francuski malarz akademicki, uczeń i przyjaciel Williama Bouguereau i współpracownik Emila Gallégo.
Był gorącym zwolennikiem ideałów akademizmu, malował najczęściej własne dzieci, zwykle podczas zabawy ze zwierzętami. Wystawiał z powodzeniem w paryskim Salonie i Académie des Beaux-Arts. Pod koniec życia zainteresował się tematyką mitologiczną, religijną i rustykalną. Zmarł nagle w 55. roku życia i został pochowany na Cmentarzu Montmartre w Paryżu.

## Twórczość

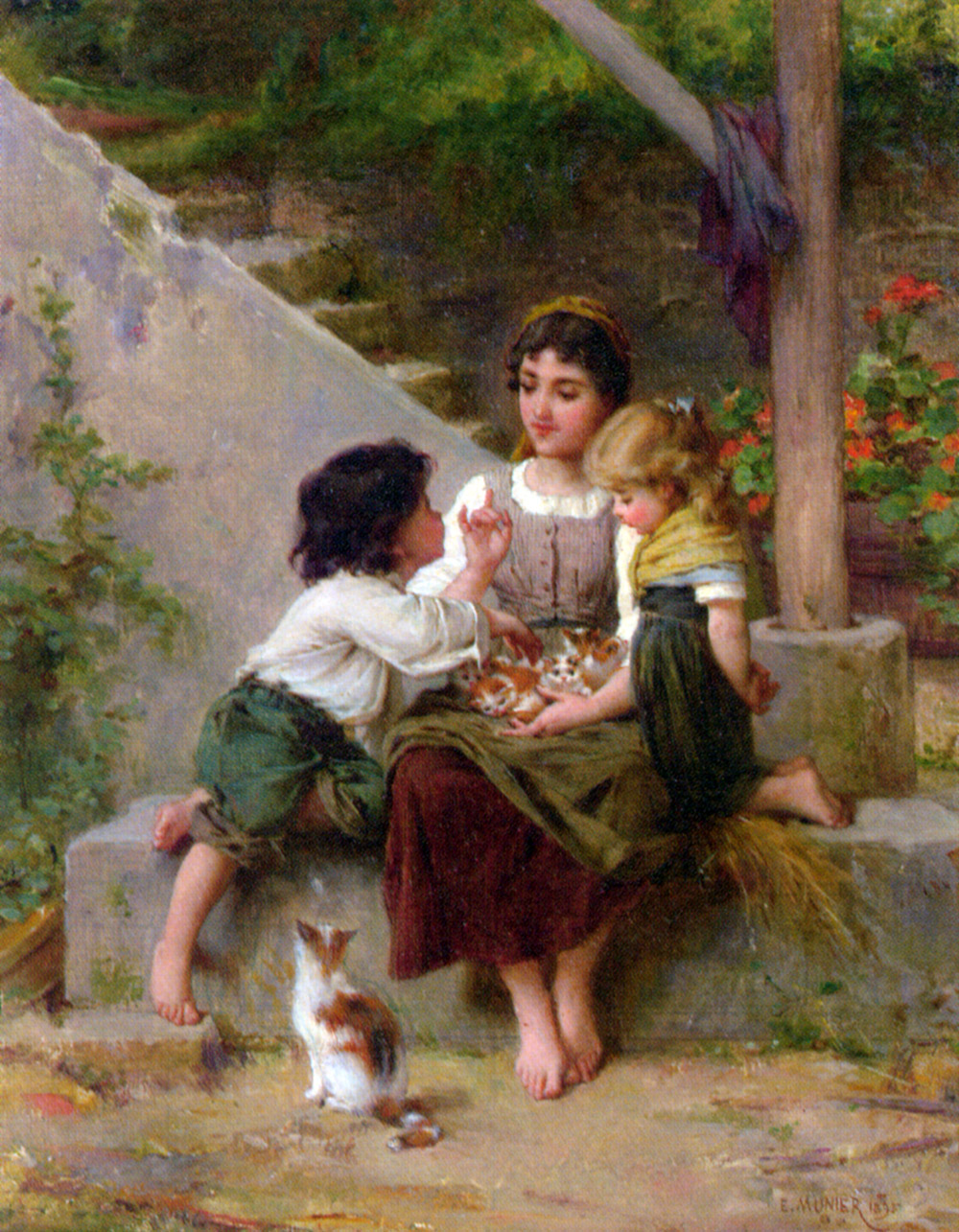
Zabawa z kociętami, 1895

Ciepła i sielankowa twórczość Muniera cieszyła się znaczną popularnością w drugiej połowie XIX w., szczególnie u amerykańskich kolekcjonerów, jego obrazy były często reprodukowane, zamieszczane w albumach i wykorzystywane w reklamach.